# HMS Vanguard (1992)
HMS Vanguard (S28) – brytyjski okręt podwodny z napędem atomowym typu Vanguard. Chronologicznie pierwsza jednostka Royal Navy przenosząca szesnaście amerykańskich pocisków balistycznych SLBM typu Trident II D-5.
W nocy z 3 na 4 lutego 2009 roku doszło na Atlantyku do kolizji pomiędzy HMS „Vanguard” a francuskim okrętem podwodnym „Le Triomphant”, bez ofiar. Okręt brytyjski dotarł 14 lutego o własnych siłach do bazy w Faslane.